# Casco (Wisconsin)
Casco is een dorp (village) in de Amerikaanse staat Wisconsin, en valt bestuurlijk gezien onder Kewaunee County.

## Demografie
Bij de volkstelling in 2000 werd het aantal inwoners vastgesteld op 572. In 2006 is het aantal inwoners door het United States Census Bureau geschat op 564, een daling van 8 (-1,4%).

## Geografie
Volgens het United States Census Bureau beslaat de plaats een oppervlakte van 1,4 km², geheel bestaande uit land. Casco ligt op ongeveer 217 m boven zeeniveau.

## Plaatsen in de nabije omgeving
De onderstaande figuur toont nabijgelegen plaatsen in een straal van 28 km rond Casco.